# Петров Олексій Степанович
Петров Олексій Степанович (22 березня 1937 — березень 2009) — російський велогонщик.
Бронзовий призер Олімпійських Ігор 1960 року в роздільній командній гонці, учасник 1964 року.